# Иво Куртини
Ивица Иво Куртини (Загреб, 23. јун 1922 — Ријека, 12. септембар 1990) био је југословенски ватерполиста.

## Спортска биографија
Рођен је 23. јуна 1922. године у Загребу. Пливањем је почео да се бави у Викторији са Сушака у својој 14. години. Деби за први тим Викторије имао је 1938. године. Склонио се од ратног вихора у Напуљ, где је током 1941. и 1942. године био припадник ватрогасне бригаде у којој су се нашли и многи врхунски италијански спортисти. Крајем 1942. године враћа се у Ријеку и прикључује партизанском покрету. Након 1945. године играо је за Приморје, за које је наступао до краја играчке каријере 1960. године.
За репрезентацију Југославије је одиграо 67 утакмица. Учествовао је три пута на Европским првенствима и то: 1947. у Монте Карлу, 1950. у Бечу где је освојио бронзану медаљу, и 1954. у Торину где се окитио сребрном медаљом. Учесник на Олимпијским играма 1948. године у Лондону и 1952. у Хелсинкију, где је освојена сребрна медаља. Био је најбољи стрелац олимпијског турнира 1952. и уврштен у идеални тим ФИНЕ.
Након престанка активног играња, од 1960. до 1968. године радио као тренер екипе Канотијери из Напуља, а потом је једно време обављао дужност спортског директора ВК Приморје.
Преминуо је 12. септембра 1990. године у Ријеци, где је и сахрањен.